# Réalisme (relations internationales)
Pour les articles homonymes, voir Réalisme.
Le réalisme est un courant de pensée des relations internationales. Pour l'école réaliste, les États recherchent avant tout à garantir leur sécurité et à étendre leur puissance en raison de la compétition qui existe entre eux. Historiquement, le réalisme est la théorie dominante au sein des relations internationales. Le réalisme se caractérise par le pessimisme anthropologique, le conservatisme, le rejet de l'idée de progrès et de l'utopie, par opposition aux idéologies socialistes ou libérales,.

## Définition
Le réalisme se définit principalement comme opposition à ce qu'il nomme l'espoir ou l'illusion idéalistes d'un système international fondé sur la négation de la force et la valeur absolue accordée à une idée ou à une loi (c'est-à-dire le droit international) – idéalismes idéologique ou légal. Le réalisme rejette l'idéalisme pour deux sortes de raisons : parce qu'il lui reproche de ne pas correspondre à la réalité mais aussi parce que l'idéalisme, lorsqu'il défend des principes totaux, peut mener au fanatisme et donc à la guerre la plus violente.
Le réalisme ne se confond cependant pas avec la position qu'on pourrait qualifier de cynique consistant à interpréter les grands principes comme masquant uniquement la volonté de puissance : les théoriciens réalistes estiment que le souci de justice doit contrebalancer celui de prudence.
Comme praxéologie, le réalisme déduit de son opposition à un idéalisme excessif la recommandation de faire preuve de prudence dans la conduite des affaires étrangères, ce qui signifie qu'il faut se fixer des objectifs limités et concrets au lieu du triomphe de grands principes absolus justifiant des conflits sans bornes. Cette préconisation existe également chez des auteurs idéalistes et n'est donc pas propre au réalisme.
L'insistance mise sur la notion de puissance contre celle de loi conduit, comme le constate Raymond Aron, à définir toute politique comme puissance (même la politique intérieure où les conflits sont pourtant tranchés par la loi et d'autres règles), plutôt que définir l'ordre international comme celui qui n'a pas d'arbitre ; il est dit anomique. Lorsque le réalisme affirme rigoureusement que l'État poursuit et doit poursuivre son intérêt national, il devient lui-même idéologique, et le vrai réalisme consisterait plutôt à reconnaître l'importance de l'idéologie et des passions dans la conduite des nations.

## Histoire de la théorie réaliste

### Précurseurs
Plusieurs auteurs sont considérés comme des références du réalisme politique :
- Thucydide, avec sa description de la Guerre du Péloponnèse, a proposé la première analyse qui soit parvenue jusqu'à nous où un conflit est décrit de façon neutre[réf. nécessaire].
- Thomas Hobbes pour sa vision de l'état de nature, qui est utilisé pour décrire les relations inter-étatiques, à savoir l'anarchie en l'absence de Léviathan.
- Machiavel, pour avoir séparé la politique de la morale et de la religion (Le Prince, Discours sur la première décade de Tite-Live).

L'école réaliste apparaît avec Reinhold Niebuhr, théologien américain. D'une anthropologie pessimiste d'un homme corrompu par le péché, il fait découler l'immoralité nécessaire de l'État. Les désirs idéalistes de paix éternelle méconnaissent la nature humaine, violente et égoïste, et sont donc vains. Pire encore, ils sont dangereux ; au nom des grandes idées, les limites traditionnelles de la guerre peuvent disparaître au profit de la guerre totale. Les réalistes soutiennent donc que la seule conduite morale d'un État consisterait en fin de compte à ne rechercher que sa puissance nationale.

### Fondateurs
Les principaux penseurs du réalisme sont :
- Hans Morgenthau ;
- Edward Hallett Carr ;
- Arnold Wolfers, professeur de relations internationales à l'université Yale ;
- Raymond Aron (avec de nombreuses références à Clausewitz) est couramment classé parmi les auteurs réalistes, cependant ses écrits sont bien plus nuancés que ceux des auteurs américains de son époque. Il développe sa propre théorie du soldat et du diplomate. Il fait cependant partie du courant réalisme culturel ;
- Kenneth Waltz, avec son ouvrage Theory of International Politics, est l'un des pionniers du néoréalisme ;

## Idées fondamentales du réalisme
Les postulats fondateurs sont les suivants :
1. L'État est l'unité d'analyse à privilégier en Relations internationales, considéré comme unitaire (les processus de décision internes, le régime politique ne sont pas pris en compte pour analyser son action internationale) et rationnel (il agit selon une logique coût-avantage et cherche à maximiser son intérêt).
2. Le système international est par définition anarchique et dans un état naturel de guerre : en l'absence de gouvernement supérieur aux États, ceux-ci sont autonomes et indépendants, ils entrent en conflit.
3. Le principal objectif poursuivi par un État est la puissance. Les auteurs néoréalistes amèneront la recherche de la survie, et donc sa propre sécurité.
4. Un État possède la souveraineté qui lui donne le monopole de l'usage légitime de la force sur son territoire.

Les réalistes considèrent que :
1. Les organisations internationales et les acteurs transnationaux ont une influence faible, voire nulle, sur les relations internationales parce qu'ils ne sont pas souverains.
2. L'environnement anarchique implique que les États ne peuvent pas se faire confiance les uns les autres.
3. Le manque de confiance entre les États implique qu'ils doivent augmenter leur propre puissance pour assurer leur défense et leur propre survie face à d'autres États potentiellement hostiles et plus puissants.
4. Il n'existe pas de puissance purement défensive.
5. La puissance est une notion relative.
6. L'augmentation par un État de sa puissance force les autres États à augmenter la leur pour maintenir leur puissance relative. C'est ici qu'apparaît le dilemme de sécurité : un État qui augmente sa propre sécurité diminue mécaniquement celle des autres.
7. Le résultat de cette logique est une course à l'armement infinie.
8. Certains États, les Grandes Puissances, ont atteint une telle puissance qu'ils rendent l'influence des autres États quasiment nulle. Les Réalistes et Néo-Réalistes ont tendance à s'intéresser exclusivement aux relations entre les Grandes Puissances. Le nombre de Grandes Puissances dans le monde est la polarité du système. Par exemple, un système uni-polaire a une seule Grande Puissance. On peut alors parler d'hyperpuissance.
9. La stabilité d'un système est définie par la paix entre les grandes puissances.
10. La théorie de la stabilité hégémonique implique que quand une Grande Puissance devient assez puissante pour pouvoir triompher face à la plupart des États du système (« hégémon »), le système est extrêmement stable. En effet, dans un tel système, la puissance même de l'hégémon implique qu'il aura un intérêt dans tout conflit et par définition, l'hégémon triomphe toujours quand il défend ses intérêts. Les États étant rationnels et ayant une information parfaite, ils ne s'opposeront jamais aux intérêts de l'hégémon sachant d'avance qu'ils perdraient le conflit.

Les réalistes ont une perspective machiavellienne, hobbesienne, thucydidéenne et augustinienne, de la nature humaine qu'ils perçoivent comme égoïste et belliqueuse, en contradiction avec l'approche libérale ; celle-ci percevant alors l'humanité comme plus coopérative. Les réalistes estiment que les États sont agressifs (de façon offensive ou défensive) et que l'expansion territoriale ne peut être contenue que par la menace de la force. Cette approche agressive conduit à un dilemme sur la sécurité où l'accroissement de la puissance d'un État est perçue comme pouvant apporter un surcroît d'instabilité pendant que les autres États cherchent à renforcer la leur. Cependant la sécurité est un jeu à somme nulle où seul des « gains relatifs » sont possibles.

### Les propositions principales et secondaires du paradigme réaliste
Le paradigme réaliste a quatre propositions principales et quatre propositions secondaires.

#### Les propositions principales
1. L’état d’anarchie des relations internationales, car il n’existe aucune autorité susceptible d’empêcher le recours à la violence armée de la part des acteurs internationaux (c'est-à-dire la guerre, et la menace de guerre, dominent les relations internationales et l’ombre de la guerre plane sur les décisions des gouvernants).
2. Les acteurs principaux des relations internationales sont les groupes de conflit qui sont essentiellement les États-nations organisés territorialement. Tous les autres acteurs dérivent leurs importances des États.
3. Les États-nations sont des acteurs rationnels qui cherchent à maximiser leur intérêt national. Il n’y a pas de consensus au sein du réalisme sur l’objectif des États dans la politique internationale. On distingue deux groupes d’auteurs. Le premier groupe estime que les États cherchent avant tout à survivre. Ils adoptent un réalisme défensif ; la préférence fondamentale des dirigeants politiques est donc minimaliste. Il s’agit de préserver le territoire et l’intégrité politique de l’État. Pour d’autres auteurs, les États maximisent leur puissance et non leur sécurité, c'est-à-dire qu'ils s’efforcent d’étendre leur influence à l’extérieur. Ils cherchent à acquérir une influence qui dépasse les objectifs de sécurité limitée parce qu’ils le peuvent, parce qu’ils disposent de la capacité matérielle et symbolique indispensable. Autrement dit, une certaine expansion des intérêts à l’extérieur.
4. L’équilibre des puissances est le seul moyen de régulation susceptible d’assurer un ordre et une stabilité internationale forcément précaires.

#### Il existe des propositions secondaires qui découlent des quatre propositions précédentes
1. Le recours à la guerre est un moyen légitime de la politique extérieure.
2. La politique extérieure prime la politique intérieure et la prise en compte de l’opinion publique est un obstacle à la bonne conduite diplomatique.
3. Les organisations interétatiques et les entités non-étatiques ne sont pas des acteurs autonomes car ils n’agissent que par l’intermédiaire des États.
4. L’effectivité du droit international et des institutions de coopération (ONU etc.) est fonction de leur conformité aux intérêts des états les plus puissants.

## Branches du réalisme
Il existe différentes formes de théories réalistes. Il est possible, au-delà de la simple différence entre auteurs réalistes, d'identifier plusieurs courants majeurs du réalisme. Notamment :
- Réalisme classique organisé autour de la pensée de nombreux auteurs tels que Hans Morgenthau, Edward Hallett Carr et Raymond Aron
- Néoréalisme (ou réalisme structurel) avec comme figure de référence Kenneth Waltz
- Synthèse néo(réaliste)-néo(libérale) avec comme figure de référence Robert Keohane
- Réalisme néoclassique avec comme figure de référence Gideon Rose

## Critiques du réalisme
Le réalisme et le néoréalisme ont été accusés par les auteurs critiques, féministes et post-modernes, de propager une vision paranoïaque des relations internationales, qui agirait comme une « prophétie auto-réalisatrice » : la pratique des décideurs étatiques étant guidée par les principes du réalisme politique, la réalité viendrait se conformer à la théorie réaliste, considérée comme la vision la plus pessimiste des rapports interétatiques.
Les auteurs incriminés répondent en général que leurs détracteurs sont des idéalistes incapables de voir le monde tel qu'il est, et que l'expérience historique leur donne raison (Carl Schmitt).
Les critiques portées au réalisme peuvent être globales ou partielles.
- Les critiques globales déclarent une rupture totale avec la théorie réaliste. Les tenants de ces critiques reprochent aux réalistes « de ne produire aucune connaissance scientifique vérifiable et transmissible »[réf. nécessaire]. Ils leur reprochent aussi d’individualiser le centre de décision au sein d’un gouvernement alors que ce dernier est composé de plusieurs organisations (poursuivant des objectifs divergents qui plus est). De plus, la théorie réaliste fait de la puissance son concept central au détriment d’autres variables. À force de se concentrer sur le conflit Est-Ouest (pendant la Guerre froide), la théorie réaliste est restée aveugle devant les crises du Sud. Cette théorie est parfois considérée comme cynique et pessimiste[réf. nécessaire]. Il lui est reproché également de refuser l'inclusion d’autres paramètres dans leurs analyses comme le facteur économique et la coopération.
- Les critiques partielles s’attaquent à quelques concepts du réalisme. La dissociation entre politique étrangère et politique interne est considérée comme artificielle. Elles reprochent aussi à l’« intérêt national » d’être une notion floue puisqu'aucun État n’agira contre son intérêt, et que l’intérêt national diffère d’un dirigeant à l’autre. L’équilibre de la puissance a été critiqué lui aussi puisqu'il existerait d’autres modes de restructuration de la scène internationale ; ainsi, une unité politique (ou un groupe d’unités) constitue un exemple de structuration. De plus, l’histoire a montré que « les périodes d’équilibre ne seraient que des temps exceptionnels »[réf. nécessaire].
- Pour plusieurs, l'école réaliste est trop centrée sur l'État. En effet, le fait de parfois nier l'existence ou l'impact d'un groupe non-étatique dans les relations internationales peut sembler réducteur.
- La paix pour l'école réaliste étant l'absence de guerre, on peut comprendre que d'aucuns critiquent le réalisme de tout vouloir observer par un prisme belliqueux.
- Le projet européen vient contredire cette vision puisqu’il met en avant un projet d’intérêt commun portée par une entité supranationale d'intégration.